# Johannes de Doperkerk (Hommerts)
De Johannes de Doperkerk van Hommerts is een protestants kerkgebouw in de gemeente Súdwest-Fryslân in de Nederlandse provincie Friesland.

## Beschrijving
De zaalkerk uit 1876 met eclectische elementen is gebouwd naar een ontwerp van P. de Jong. De toren van vier geledingen heeft een ingesnoerde torenspits. De luidklok uit 1624 is gegoten door Franciscus Simon en Andreas Overtin. Het orgel uit 1869 is gemaakt door L. van Dam en Zonen en in 1925 uitgebreid door Bakker & Timmenga.

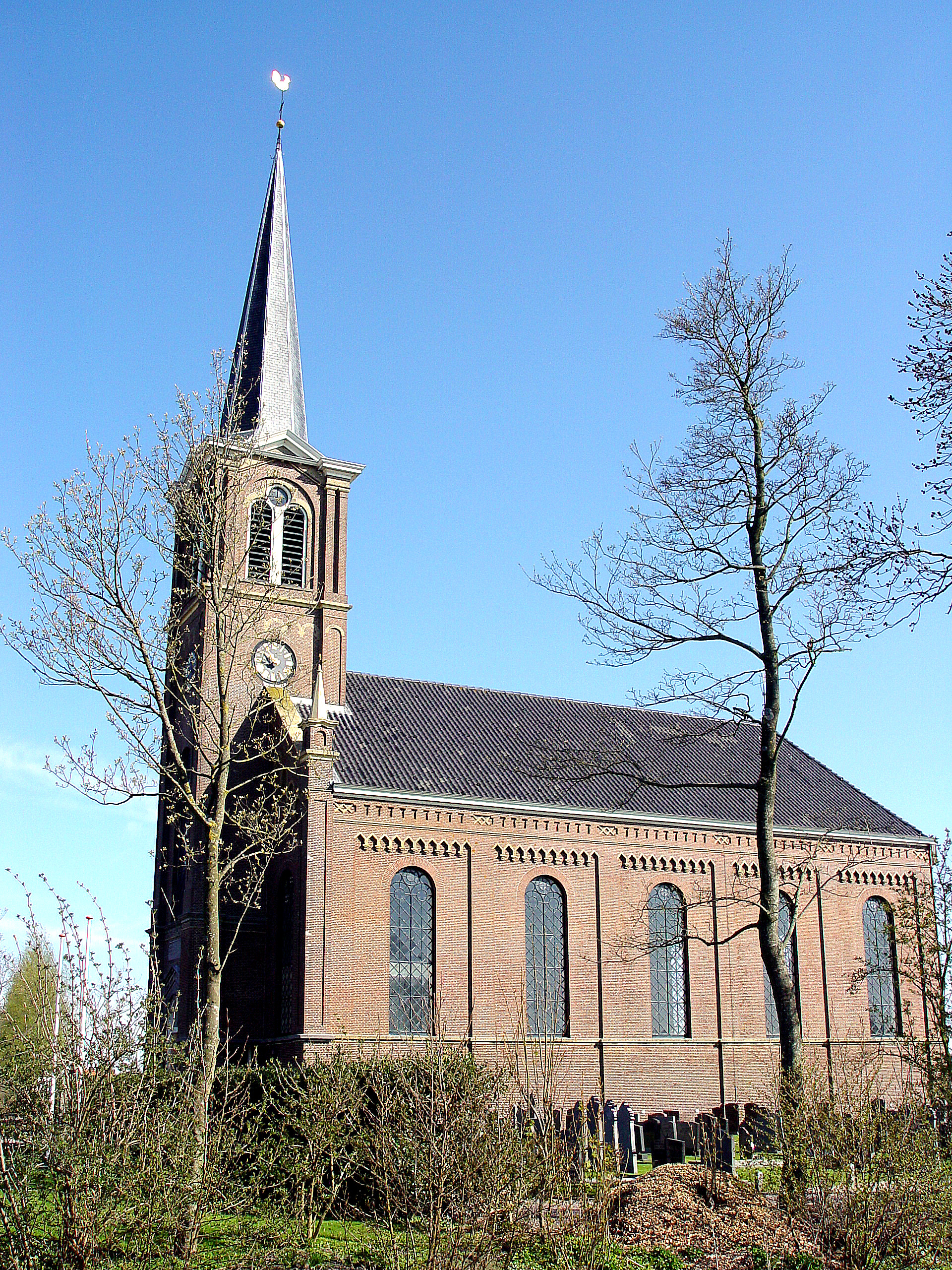
kerk in 2010
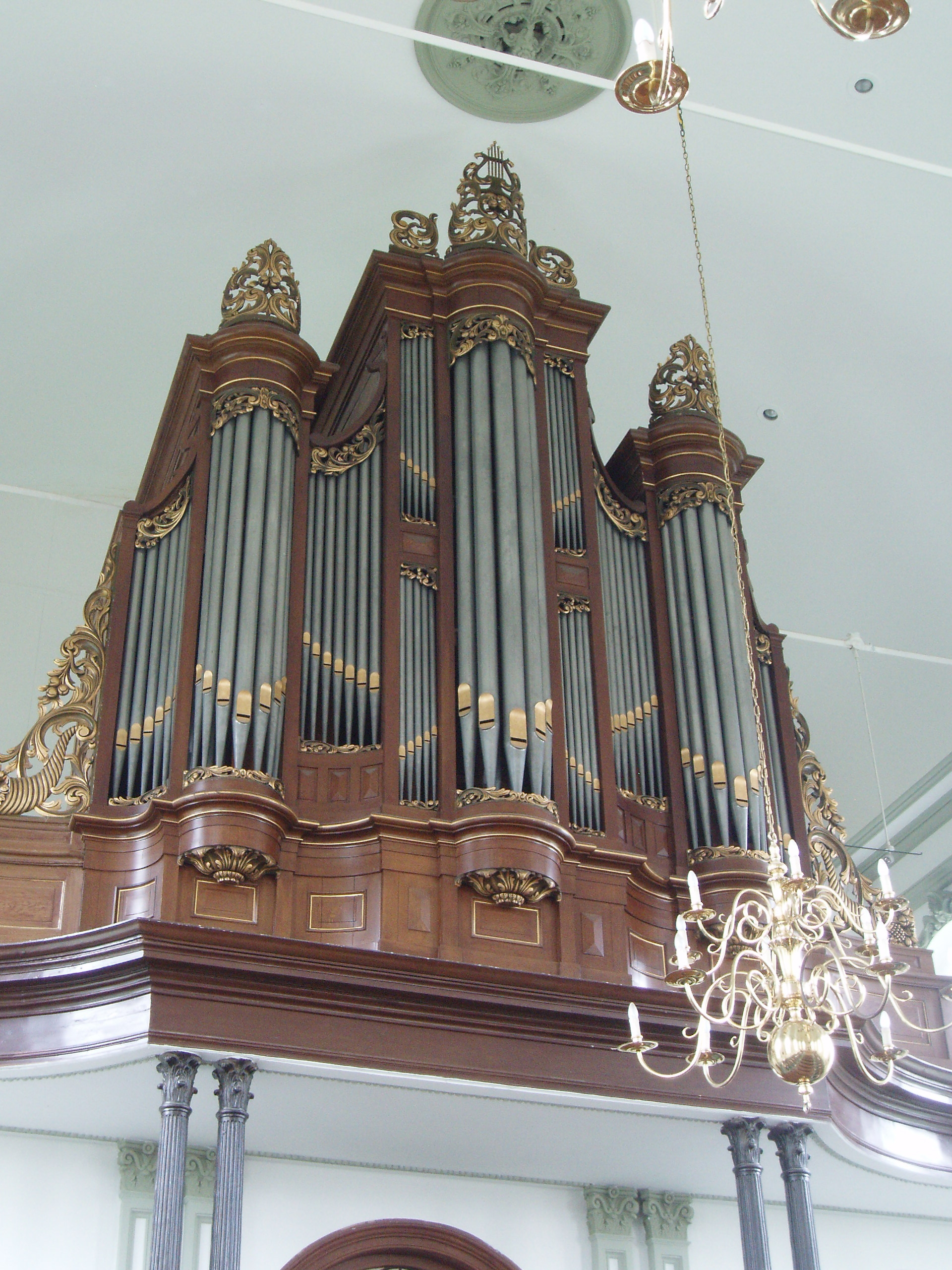
Orgel (2008)